# Łukasz Janiec
Łukasz Janiec (ur. 7 sierpnia 1984) – polski hokeista.

## Kariera klubowa
- KH Sanok (juniorzy)
- SMS I Sosnowiec (2002-2003)
- Podhale Nowy Targ (2004)
- KH Sanok (2004-2007, 2008-2010)

Wychowanek KH Sanok. Jego pierwszym trenerem był Tadeusz Garb. Był zawodnikiem drużyny II i I w ramach Szkoły Mistrzostwa Sportowego w Sosnowcu. Absolwent NLO SMS PZHL Sosnowiec z 2003. Od 2004 zawodnik Podhala Nowy Targ. W trakcie sezonu 2004/2005, w grudniu 2004 powrócił do Sanoka, którego pozostał zawodnikiem w kolejnych latach, w tym po przerwie, ponownie od 2008. W 2009 utrzymał się z drużyną w ekstraklasie. Po zakończeniu sezonu 2009/2010 w odszedł z sanockiego klubu i przerwał karierę.

## Kariera reprezentacyjna
W barwach reprezentacji Polski do lat 18 wystąpił na turnieju mistrzostw świata juniorów do lat 18 w 2002 (Dywizja II). Z reprezentacją Polski do lat 20 uczestniczył w turnieju mistrzostw świata juniorów do lat 20 w 2003 (Dywizja I Grupa B), w którym nie wystąpił.

## Sukcesy
Reprezentacyjne
- Awans do mistrzostw świata do lat 18 Dywizji I: 2002